# Ann Mallalieu
Ann Mallalieu, baronne Mallalieu (née le 27 novembre 1945) est une avocate britannique, femme politique nn travailliste et présidente de la Countryside Alliance. 

## Biographie
Lady Mallalieu est issue d'une famille politique. Son grand-père, Frederick Mallalieu, est député libéral de Colne Valley. Il est remplacé à ce siège par son oncle, Lance Mallalieu, plus tard député travailliste de Brigg. Son père, William Mallalieu, est député travailliste pour Huddersfield East. Elle fait ses études au Newnham College de Cambridge, où elle est la première femme présidente de la Cambridge Union Society. 
Elle est avocate au cabinet 6 Kings Bench Walk. 
Elle se présente à Hitchin aux élections de février et d'octobre 1974, mais est battue par le conservateur Ian Stewart (baron Stewartby) à ces deux occasions. 
Le 19 juin 1991, elle est nommée pair à vie en tant que baronne Mallalieu, de Studdridge, dans le comté de Buckinghamshire. 
En 2004, elle dirige l'opposition de la Chambre des lords à la proposition de la Chambre des communes d'interdiction de chasse à courre. 
Lors d'un débat à la Chambre des Lords sur le projet de loi de retrait de l'Union européenne le 31 janvier 2018, la baronne Mallalieu révèle qu'elle avait voté pour que la Grande-Bretagne quitte l'Union européenne lors du référendum de 2016. 
Ann Mallalieu est mariée à Timothy Cassel. Ils ont deux filles: Bathsheba (née en 1981) et Cosima (née en 1984). Le couple divorce en 2006. 
Lady Mallalieu est membre d'Exmoor Hunt et des Devon and Somerset Staghounds. 